# Ierapetra
Ierapetra (tiếng Hy Lạp: ?) là một khu tự quản ở vùng Kríti, Hy Lạp. Khu tự quản Ierapetra có diện tích 554 km², dân số theo điều tra ngày 18 tháng 3 năm 2001 là 27744 người.